# Sörenberg (Landschaftsschutzgebiet)
Sörenberg ist ein Landschaftsschutzgebiet (Schutzgebietsnummer 1.19.011) im Rems-Murr-Kreis.

## Lage und Beschreibung
Das Schutzgebiet entstand durch Sammelverordnung des ehemaligen Landratsamts Waiblingen zum Schutz von Landschaftsteilen im Kreis Waiblingen vom 4. November 1968. Durch Verordnung des Landratsamts Rems-Murr-Kreis vom 15. August 2016 wurde die Rechtsgrundlage neu gefasst. Die Verordnung von 1968 trat dabei außer Kraft, soweit sie Flächen des bisherigen Landschaftsschutzgebietes Sörenberg betraf.
Es umfasst im Wesentlichen den Sörenberg mit seiner landwirtschaftlich geprägten Kulturlandschaft, insbesondere seinen großen zusammenhängenden  Streuobstwiesen und Weinbauhängen zwischen Korb und dem Waiblinger Stadtteil Neustadt.  Der überwiegende Teil des Landschaftsschutzgebiets liegt westlich, ein kleiner Teil östlich der Bundesstraße 14 und gehört zum Naturraum 107-Schurwald und Welzheimer Wald innerhalb der naturräumlichen Haupteinheit 10-Schwäbisches Keuper-Lias-Land.

## Schutzzweck
Wesentlicher Schutzzweck gemäß Landschaftsschutzverordnung ist es, die Vielfalt, Eigenart und Schönheit und die besondere kulturhistorische Bedeutung der Landschaft, auch wegen ihrer besonderen Bedeutung für die Erholung, sowie die Leistungs- und Funktionsfähigkeit des Naturhaushalts und die Regenerationsfähigkeit und nachhaltige Nutzungsfähigkeit der Naturgüter einschließlich der Lebensstätten und Lebensräume bestimmter wild lebender Tier- und Pflanzenarten zu erhalten, zu entwickeln und wieder herzustellen.
Insbesondere umfasst der Schutzzweck den Erhalt der großen zusammenhängenden Streuobstwiesen als Lebensraum für Tiere und Pflanzen, die Sicherung und Entwicklung der charakteristischen Vielfalt des Landschaftsbildes und die Erhaltung der Landschaft als störungsfreien und frei zugänglichen Erlebnisraum für die Erholung. Außerdem die Erhaltung und bestandsschonende Entwicklung der Trockenmauern, Hohlwege, Feldhecken, Feldgehölze und Streuobstwiesen als landschaftsprägende  Gelände- und Nutzungsformen am Sörenberg zur nachhaltigen Sicherung und  Wiederherstellung einer landwirtschaftlich geprägten Kulturlandschaft.